# فارست مارس
فارست مارس (انگلیسی: Forrest Mars Sr.; ۲۱ مارس ۱۹۰۴ – ۱ ژوئیهٔ ۱۹۹۹) اهالی کسب‌وکار، سرمایه‌دار و طراح اهل ایالات متحده آمریکا بود.
مارس یک تاجر میلیاردر آمریکایی و نیروی محرکه شرکت شکلات‌سازی مارس اینکورپوریتد در سال ۱۹۱۱ و همچنین بنیانگذار Pedigree Petfoods در سال ۱۹۵۷ بود. او بیشتر به خاطر معرفی شکلات‌های میلکی وی (۱۹۲۴) و مارس (۱۹۳۲) و شکلات M&M's (1941) و همچنین هماهنگی راه‌اندازی Uncle Ben's Rice شناخته می‌شود. او پسر بنیانگذار شرکت، فرانکلین کلارنس مارس، و همسر اولش اتل جی. مارس (با نام خانوادگی قبلی کیساک) بود.